# Soeren Meissner
Soeren Meissner (en allemand : Sören Meißner), né le 12 février 1990, est un nageur allemand spécialisé dans les épreuves en eau libre.

## Biographie
Le 18 juillet 2019, Soeren Meissner remporte la médaille d'or du 5 km en eau libre par équipes avec l'Allemagne lors des Championnats du monde de natation à Gwangju, en Corée du Sud.

## Palmarès

### Championnats du monde
- Championnats du monde 2019 à Gwangju ( Corée du Sud) :
  -  Médaille d'or du 5 km en eau libre par équipes (avec l'Allemagne)

### Championnats d'Europe
- Championnats d'Europe de natation 2018 à Glasgow ( Royaume-Uni):
  -  Médaille d'argent du 5 km en eau libre par équipes (avec l'Allemagne)